# Mitrídates III de Partia
Mitrídates III o Arsaces XIV fue rey del Imperio parto entre el 87 a. C. y el 80 a. C., usurpó la corona a Orodes I, hijo y sucesor de Gotarces I.

## Figura de Mitrídates III
Existen varias evidencias que nos llevan a relacionar a Mitrídates III con la familia parta reinante, y que incluso podría determinar la paternidad de Mitrídates. El primero es un documento en piedra de la zona de Behistun, en la zona occidental de Persia, de época de Mitrídates donde aparece el rey junto a cuatro dignatarios de su reino:
```

```

Kophasates, Mitrídates, el Confidente Mitrídates, Gotarces, Sátrapa de Sátrapas (y) el Rey de Reyes, Mitrídates

El primer y el tercer nombre corresponde a personalidades menores, sin embargo el segundo, Mitrídates, podría hacer referencia a Mitrídates III, como hijo de Mitrídates II y por tanto hermano de Gotarces I. A esto añadimos el hecho que en las monedas acuñadas por Mitrídates III aparece el epíteto ΦΙΛΟΠΑΤΟΡΟΣ (el que ama a su padre) lo que podría hacer referencia a su relación con la dinastía reinante y así justificar su ascenso al trono. No obstante los investigadores carecen de suficientes datos para dar por definitiva esta relación paterno-filial.

## Reinado
En torno al 87 a. C. se menciona en textos cuneiformes la referencia a la entronización de un nuevo rey parto, que coincide en el año con la expulsión del también usurpador Sinatruces de Susa y de la muerte de Gotarces I. 
En los primeros meses de su reinado intervino en la guerra entre los monarcas seléucidas Filipo I Filadelfo y Demetrio III Eucarios. El otrora poderoso imperio seleúcida había quedado reducido al territorio sirio amenazado constantemente por el expansionismo armenio. La acción de Mitrídates III fue en ayuda Filipo I cuando este se hallaba cercado por su hermano en Beroea. Mitrídates consiguió derrotar y capturar a Demetrio, el cual murió en Partia.
Las relaciones con el reino de Armenia, dirigido por Tigranes el Grande sufrieron un considerable deterioro. Tigranes, criado como rehén en la corte parta, había sido aliado de Mitrídates II y también de su hijo Gotarces I a quien había casado con su hija Aryazate, y que muy posiblemente fueran los padres de Orodes I, que fue desposeído de la sucesión por Mitrídates III. 
Tigranes aprovechó la situación delicada del reino parto para declarar la guerra, y desprenderse de su tutela. Armenia logró hacerse con los territorios de Osroena, Adiabene, Gordiena y Atropatene y someterlos a vasallaje:

"Cuando tuvo el poder, recuperó esos setenta valles y devastó el país de los partos, el territorio alrededor de Nínive y Arbela. Sujetó a su autoridad Media Atropatene (en Azerbaiyán), [...] y por la fuerza de las armas obtuvo posesión del resto de Mesopotamia y, tras cruzar el Éufrates, de Siria y Fenicia.
Estrabón 11.14.16

La debilidad del reino fue aprovechada por Orodes I quien lanzó una campaña contra Mitrídates III en las satrapías occidentales. Orodes tomó Babilonia en el año 81 a. C. (Diario astrómico de Babilonia mencionan un eclipse lunar en su primer mes de reinado)  continuó la guerra hasta la definitiva derrota (Mención en los bronces de Susa el año 233 SEM, agosto/septiembre del año 80 a. C. de Orodes I). No se sabe nada acerca del destino de Mitrídates III, algunas teorías apuntan a quizás no muriera y huyera hacia las regiones más inaccesibles del norte del imperio, donde fallecería al año siguiente.
| Predecesor: Gotarces I | Rey (Rey de Reyes) de Partia (de la Dinastía Arsácida) 87 – 80 a. C. | Sucesor: Orodes I |